# John Miner
John Miner (* 28. August 1965 in Moose Jaw, Saskatchewan) ist ein ehemaliger kanadischer Eishockeyspieler, der in seiner aktiven Zeit von 1981 bis 2008 unter anderem für die Edmonton Oilers in der National Hockey League, sowie die Kölner Haie und die Augsburger Panther in der Deutschen Eishockey Liga gespielt hat.

## Karriere
John Miner begann seine Karriere als Eishockeyspieler bei den Regina Pats, für die er von 1981 bis 1985 in der Western Hockey League aktiv war. In diesem Zeitraum wurde er im NHL Entry Draft 1983 in der elften Runde als insgesamt 220. Spieler von den Edmonton Oilers ausgewählt. Zunächst spielte der Verteidiger allerdings zwei Jahre ausschließlich für deren Farmteam aus der American Hockey League, die Nova Scotia Oilers, ehe er in der Saison 1987/88 sein Debüt in der National Hockey League für Edmonton gab, wobei er in 14 Spielen fünf Scorerpunkte, darunter zwei Tore, erzielte. Zwar gewannen die Oilers in dieser Spielzeit den Stanley Cup, allerdings bestritt der Rechtsschütze nicht genügend Partien, so dass sein Name nicht auf dem Pokal eingraviert wurde. Nach der Saison wurde er an die Los Angeles Kings abgegeben. Er wechselte nach Österreich und spielte für den Wiener EV und nach dem Saisonende in Europa für das AHL-Farmteam der Kings, die New Haven Nighthawks. Eine Saison später spielte er für den Lausanne HC in der Schweizer Nationalliga B und spielte nach dem Saisonende nochmals für die New Haven Nighthawks. Ein Einsatz in der NHL mit den Kings war ihm aber nicht vergönnt.
Miner kehrte Nordamerika definitiv den Rücken und wechselte zurück nach Österreich zum EK Zell am See, für den er von 1991 bis 1993 in der Österreichischen Eishockey Liga antrat. Danach zog es ihn zurück in die Schweizer Nationalliga B. Zuerst spielte er für den HC Ajoie und danach für den HC Martigny, ehe er im Sommer 1995 vom EV Zug aus der Schweizer Nationalliga A verpflichtet wurde, mit dem er in der Saison 1997/98 Meister wurde. Daraufhin nahmen ihn die Kölner Haie unter Vertrag, für die er in den folgenden vier Jahren in der DEL auf dem Eis stand, wobei er in der Saison 2001/02 mit den Haien Deutscher Meister wurde. Es folgte ein Engagement in der Schweizer NLA beim SC Bern, sowie in der Nationalliga B beim HC Ajoie, ehe Miner für zwei weitere Jahre in der DEL bei den Augsburger Panthern unter Vertrag stand. Zwischenzeitlich absolvierte der Junioren-Weltmeister von 1985 auch sieben Spiele für den EHC Linz in Österreich. Beim HC Ajoie spielte er mit seinem Sohn Jonathan im gleichen Team.
Seine Laufbahn beendete Miner in Europa, wo er bis 2008 für jeweils eine Saison für seinen Ex-Club EK Zell am See in der Nationalliga, Sønderjysk Elitesport aus der dänischen AL-Bank Ligaen, sowie den HC Morzine-Avoriaz aus der französischen Ligue Magnus aktiv war.

### International
Für Kanada nahm Miner an der Junioren-Weltmeisterschaft 1985 teil, bei der er mit seiner Mannschaft Weltmeister wurde. Er erzielte in sieben Spielen zwei Assistpunkte.

## Trainertätigkeit
John Miner war ab September 2013 bei der Okanagan Hockey Academy Europe als Assistenztrainer bzw. als Cheftrainer im Einsatz, wo er sich um die Weiterentwicklung von jungen Eishockeytalenten kümmerte.
Von Januar 2022 bis zum Saisonende 2021/22 wirkte er als Cheftrainer beim Augsburger EV in der Deutschen Nachwuchsliga. Es folgte im Spieljahr 2023/24 ein Engagement beim Südtiroler Verein HC Gherdëina aus der Alps Hockey League.

## Erfolge und Auszeichnungen
- 1985 WHL East First All-Star Team
- 1996 Spengler-Cup-Gewinn mit dem Team Canada
- 1997 Spengler-Cup-Gewinn mit dem Team Canada
- 1998 Schweizer Meister mit dem EV Zug
- 2000 Meiste Vorlagen in den DEL-Playoffs
- 2002 Deutscher Meister mit den Kölner Haien
- 2004 Teilnahme am DEL All-Star Game

### International
- 1985 Goldmedaille bei der Junioren-Weltmeisterschaft